# Rebecca Tegg
Rebecca Tegg (* 18. Dezember 1985 in Auckland) ist eine ehemalige neuseeländische Fußballspielerin.

## Karriere
Die Stürmerin gewann 2007 mit der Verbandsauswahl von Auckland (Stammverein Eastern Suburbs AFC) die neuseeländische Meisterschaft, 2008/09 spielte sie in Australien für Melbourne Victory in der neu geschaffenen landesweiten Spielklasse W-League und stand in allen zehn Saisonpartien in der Startaufstellung. Anschließend kehrte sie wieder nach Neuseeland zurück und tritt für Auckland 2009 wieder in der neuseeländischen Meisterschaft an.
Tegg nahm 2007 mit der neuseeländischen Nationalmannschaft an der Weltmeisterschaft teil und kam beim Vorrundenaus zu zwei Einsätzen per Einwechslung. 2008 gehörte sie zum neuseeländischen Aufgebot für das olympische Fußballturnier in China und wurde auch dort in der Vorrunde dreimal eingewechselt.
Tegg hat einen Master-Abschluss der Auckland University of Technology mit einer Abschlussarbeit über eine Fußballintervention für Kinder.